# Travis Childers

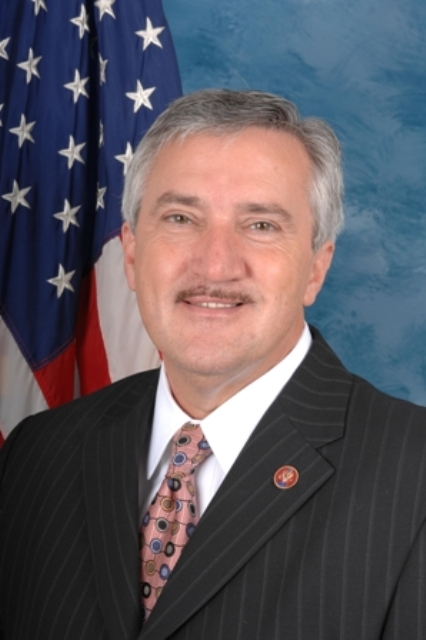
Travis Childers

Travis Wayne Childers, född 29 mars 1958 i Booneville, Mississippi, är en amerikansk demokratisk politiker. Han representerade delstaten Mississippis första distrikt i USA:s representanthus 2008–2011.
Childers gick i skola i Booneville High School i Booneville. Han studerade vid Northeast Junior College (numera Northeast Mississippi Community College) och University of Mississippi. Han arbetade sedan som fastighetsmäklare.
Kongressledamoten Roger Wicker tillträdde i december 2007 som ledamot av USA:s senat. Childers vann fyllnadsvalet för att efterträda Wicker i representanthuset.